# Ounagha
Ounagha  (in arabo اوناغة‎?) è un centro abitato e comune rurale del Marocco situato nella provincia di Essaouira, regione di Marrakech-Safi. Conta una popolazione di 12 461 abitanti (censimento 2014).